# Stjepan Škreblin
Stjepan Škreblin (Pregrada, 10. decembar 1888 — Zagreb, 19. septembar 1982) hrvatski je matematičar.

## Biografija
Rođen je u Pregradi 1888. godine. Gimnaziju je završio u Zagrebu. Diplomirao je matematiku i fiziku na Filozofskom fakultetu Sveučilišta u Zagrebu. Godine 1912. postao je asistent matematičke stolice na zagrebačkom univerzitetu. Od 1913. predaje na Kraljevskoj gornjogradskoj gimnaziji, a od 1914. postaje profesor i na Donjogradskoj gimnaziji u Zagrebu. Od 1920. predaje matematiku i na Višoj pedagoškoj školi u Zagrebu. Predavao je mnogim generacijama učenika i studenata, među kojima je bio i hrvatski akademik Vladimir Devidé. Svojim stručno-pedagoškim člancima značajno je doprineo unapređenju nastave matematike i fizike. Od početka publikovanja „Matematičko-fizičkog lista“ do 1956. bio je tehnički, a zatim od 1956. do 1975. glavni urednik. Prof. Škreblin je bio jedan od najplodnijih autora izvornih matematičkih udžbenika te jedan od najistaknutijih metodičara matematike za srednje škole u celoj Jugoslaviji, a godinama je sarađivao sa Đurom Kurepom. Svoje izvrsno poznavanje komparativne literature (ponajviše nemačke i francuske) primenio je u koncipiranju novih udžbenika, koje je krasilo grafičko predočavanje, tesno povezivanje pojedinih teorema i svestrano razmatranje zadataka koje je širilo matematičke vidike i produbljivalo matematičku pismenost. Njegovi udžbenici su doživeli više od 150 izdanja, a neki su bili prevedeni na italijanski i makedonski jezik. Dobitnik je najviše nagrade "Ivan Filipović" za svoj nastavnički angažman te nagrade "Davorin Trstenjak" za životno delo.
Doživeo je duboku starost i umro 1982. u Zagrebu.

## Spoljašnje veze
- Članak akademika Vladimira Devidéa o profesoru Stjepanu Škreblinu
- Vladimir Devidé: Sjećanje na profesora Stjepana Škreblina Архивирано на веб-сајту  (18. април 2016)